# Echoverleihung 2009

Echo-2009-Logo

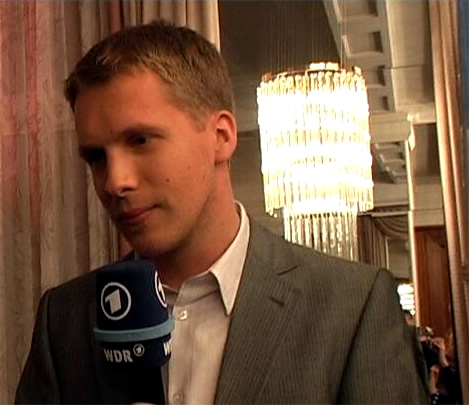
Oliver Pocher (Bild) führte zusammen mit Barbara Schöneberger durch den Abend in der O_{2} World.

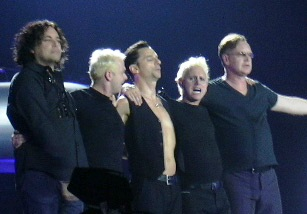
Depeche Mode präsentierten ihren Song „Wrong“ als Weltpremiere

Die 18. Echoverleihung der Deutschen Phono-Akademie fand am 21. Februar 2009 in der Berliner Veranstaltungshalle „O2 World“ (heute Mercedes-Benz Arena) statt. Etwa 10.000 Zuschauer konnten in der erst fünf Monate zuvor eröffneten Arena an der Veranstaltung teilnehmen, die damit doppelt so groß war wie in den Vorjahren. Moderiert wurde die Verleihung von Barbara Schöneberger und Oliver Pocher. Wie bei jeder Echoverleihung war der kommerzielle Erfolg der Preisträger ausschlaggebend. Der Echo 2009 wurde in 27 Kategorien vergeben.
Nachdem die Show von 2000 bis 2008 von RTL übertragen wurde, war die Ausstrahlung ab 2009 wie in den Anfangsjahren wieder im ARD-Fernsehen und bei einigen ARD-Hörfunksendern. Da RTL zur gleichen Sendezeit seine wöchentliche Superstar-Suchshow sendete, erreichte die Echo-Ausstrahlung mit rund drei Millionen Zuschauern nur eine vergleichsweise niedrige Einschaltquote von 10,6 Prozent.

## Liveacts
Als Showacts traten auf:
- Amy Macdonald: This Is the Life
- Katy Perry: Thinking of You
- Udo Lindenberg: Woody Woody Wodka
- Paul Potts: Nessun dorma
- Alex Swings Oscar Sings!: Miss Kiss Kiss Bang (Eurovision-Song-Contest-Teilnehmertitel)
- U2: Get on Your Boots
- Lionel Richie: Good Morning und gemeinsam mit Stefanie Heinzmann: Ain’t No Mountain High Enough
- Michael Mittermeier: Stand-Up-Comedy
- Razorlight: Wire to Wire
- Die Toten Hosen & Birgit Minichmayr: Auflösen
- Sasha: Please, Please, Please
- Silbermond: Irgendwas bleibt
- Helene Fischer: Lass mich in dein Leben
- Depeche Mode: Wrong
- Scorpions: Medley[2][3]

## Preisträger und Nominierte

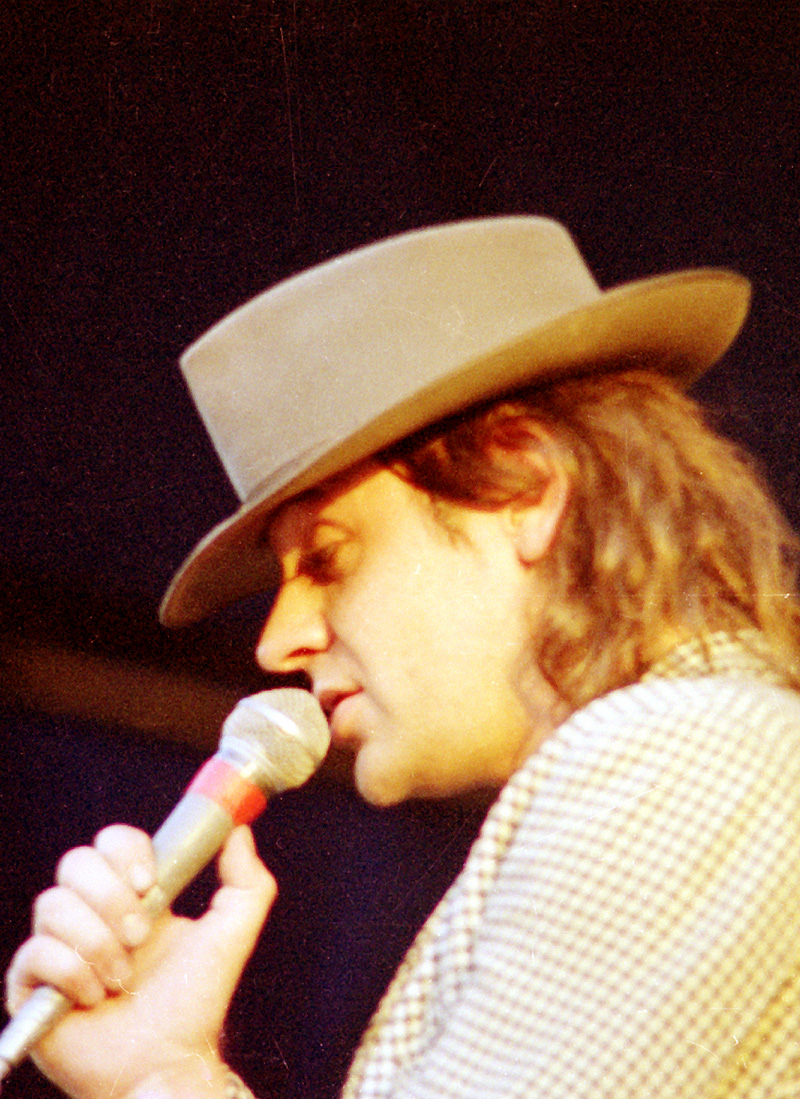
Udo Lindenberg – Preisträger in der Kategorie Künstler des Jahres (national).

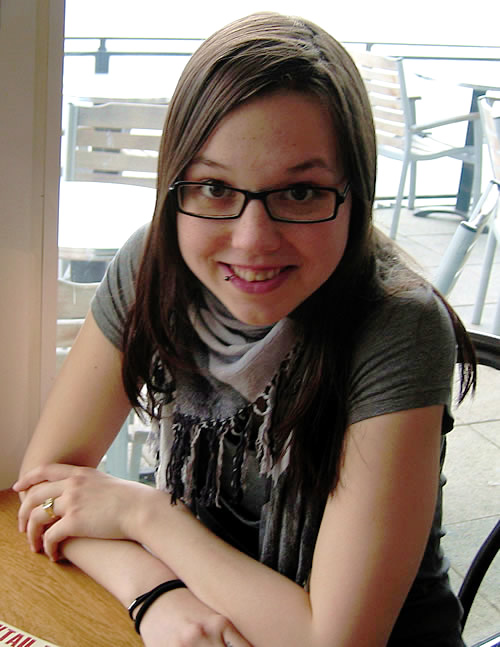
In der Kategorie Künstlerin des Jahres National konnte sich die Schweizer Sängerin Stefanie Heinzmann gegen die Konkurrenz aus Deutschland durchsetzen.

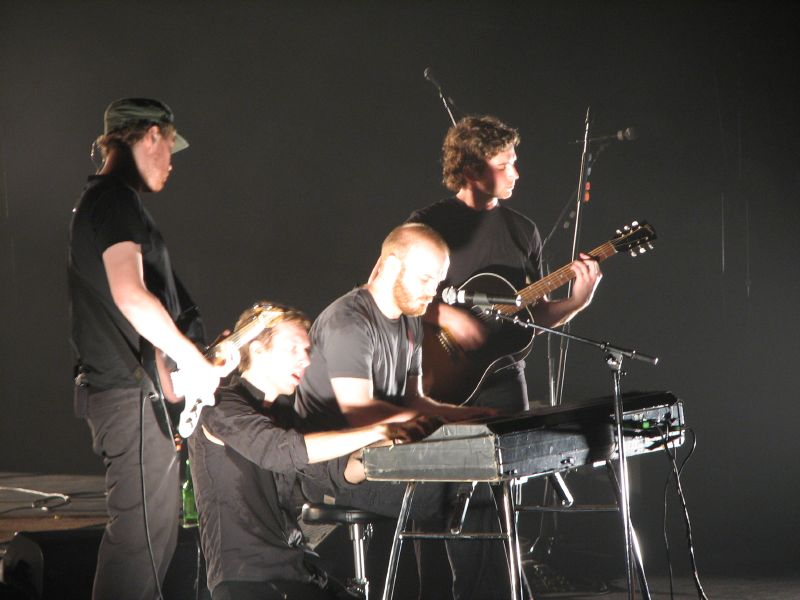
Coldplay gewann in der Kategorie Gruppe des Jahres International.

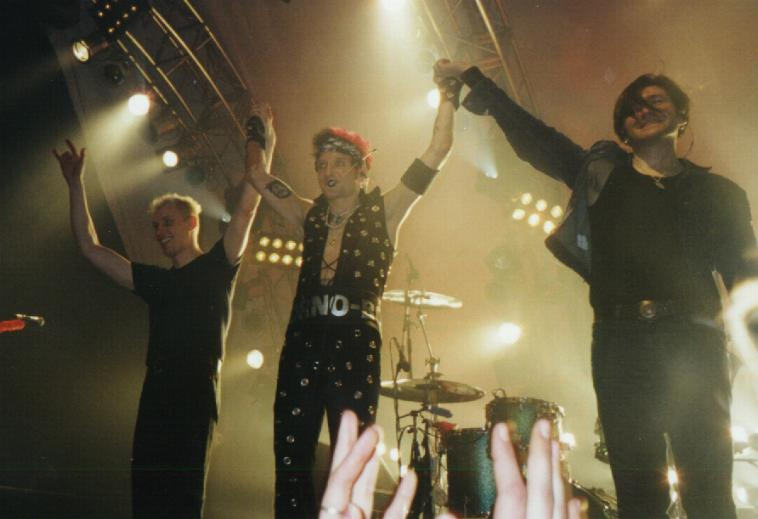
Die Ärzte gewannen in der Kategorie Rock/Alternative (national).

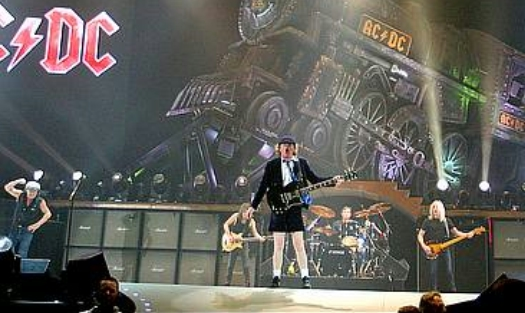
AC/DC gewannen in der Kategorie Rock/Alternative (international).

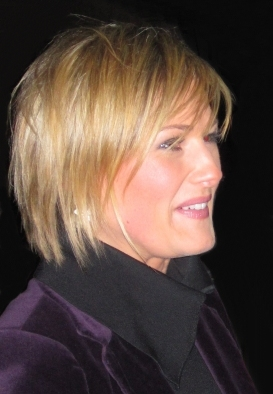
Helene Fischer gewann in den Kategorien Deutschsprachiger Schlager und Musik-DVD-Produktion (national).

### Rock/Pop

#### Künstler des Jahres (national)
Udo Lindenberg (Stark wie Zwei)
- Herbert Grönemeyer (Was muss muss – Best Of)
- Thomas Godoj (Plan A!)
- Peter Maffay (Ewig)
- Schiller (Sehnsucht)

#### Künstler des Jahres (international)
Paul Potts (One Chance)
- David Garrett (Encore)
- Jack Johnson (Sleep Through the Static)
- Lenny Kravitz (It Is Time for a Love Revolution)
- Kid Rock (Rock N Roll Jesus)

#### Künstlerin des Jahres (national)
Stefanie Heinzmann (Masterplan)
- Sarah Connor (Sexy as Hell)
- LaFee (Ring frei)
- Annett Louisan (Teilzeithippie)
- Ina Müller (Liebe macht taub)

#### Künstlerin des Jahres (international)
Amy Winehouse (Back to Black)
- Madonna (Hard Candy)
- Amy Macdonald (This Is the Life)
- Duffy (Rockferry)
- Leona Lewis (Spirit)

#### Gruppe des Jahres (national)
Ich + Ich (Vom selben Stern)
- Rosenstolz (Die Suche geht weiter)
- Scooter (Jumping All Over the World)
- Söhne Mannheims (Wettsingen in Schwetzingen)
- Adoro (Adoro)

#### Gruppe des Jahres (international)
Coldplay (Viva la Vida or Death and All His Friends)
- Maroon 5 (It Won’t Be Soon Before Long)
- OneRepublic (Dreaming Out Loud)
- Pussycat Dolls (Doll Domination)
- Yael Naim & David Donatien (Yael Naim)

### Rock/Alternative

#### Künstler/Künstlerin/Gruppe/Kollaboration des Jahres Rock/Alternative (national)
Die Ärzte (Jazz ist anders)
- Die Toten Hosen (In aller Stille)
- Der W (Schneller, höher, Weidner)
- In Extremo (Sængerkrieg)
- Schandmaul (Anderswelt)

#### Künstler/Künstlerin/Gruppe/Kollaboration des Jahres Rock/Alternative (international)
AC/DC (Black Ice)
- Metallica (Death Magnetic)
- 3 Doors Down (3 Doors Down)
- Slipknot (All Hope Is Gone)
- R.E.M. (Accelerate)

### Schlager/Volksmusik

#### Künstler/Künstlerin/Gruppe/Kollaboration des Jahres (Deutschsprachiger Schlager)
Helene Fischer (Zaubermond)
- Die Amigos (Ein Tag im Paradies)
- Howard Carpendale (20 Uhr 10 Live)
- Semino Rossi (Einmal ja – immer ja)
- Michael Wendler (Unbesiegt)

#### Künstler/Künstlerin/Gruppe/Kollaboration des Jahres (Volkstümliche Musik)
Kastelruther Spatzen (Herz gewinnt, Herz verliert)
- Captain Cook und seine singenden Saxophone (Du bist nicht allein)
- Hansi Hinterseer (Für immer)
- Monika Martin (Und ewig ruft die Liebe)
- Nockalm Quintett (Ich Dich auch)

### Hip-Hop/R'n'B

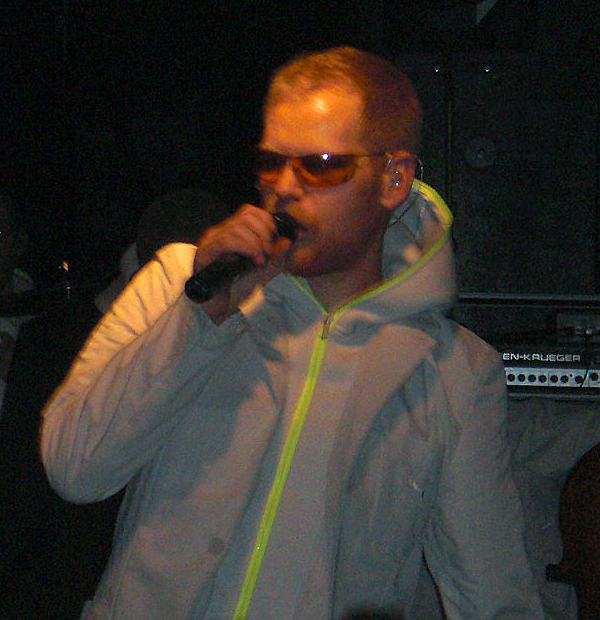
Peter Fox war mit drei Auszeichnungen der größte Gewinner der Echoverleihung 2009.

#### Künstler/Künstlerin/Gruppe/Kollaboration des Jahres Hip-Hop Urban
Peter Fox (Stadtaffe)
- Culcha Candela (Culcha Candela)
- Bushido (Heavy Metal Payback)
- Sido (Ich und meine Maske)
- Fettes Brot (Strom und Drang)

### Jazz

#### Jazz-Produktion des Jahres (national oder international)
Till Brönner (Rio)
- Esbjörn Svensson Trio (E. S. T. Songbook Vol. 1)
- Melody Gardot (Worrisome Heart)
- Jazzkantine (Hell's Kitchen)
- Lyambiko (Saffronia)

### Hit des Jahres und Album des Jahres

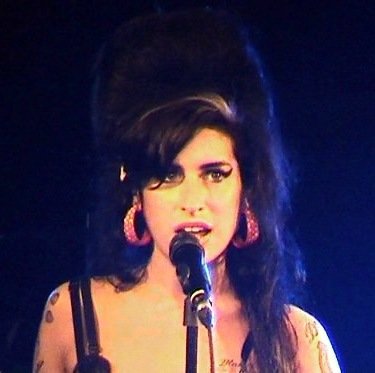
Amy Winehouse war Preisträgerin in den Kategorien Künstlerin (International) und Album des Jahres.

#### Hit des Jahres (national oder international)
Kid Rock (All Summer Long)
- Duffy (Mercy)
- Schnuffel (Kuschelsong)
- Katy Perry (I Kissed a Girl)
- Amy Macdonald (This Is the Life)

#### Album des Jahres (national oder international)
Amy Winehouse (Back to Black)
- Udo Lindenberg (Stark wie Zwei)
- Paul Potts (One Chance)
- AC/DC (Black Ice)
- Ich + Ich (Vom selben Stern)

### Nachwuchspreis der Deutschen Phono-Akademie

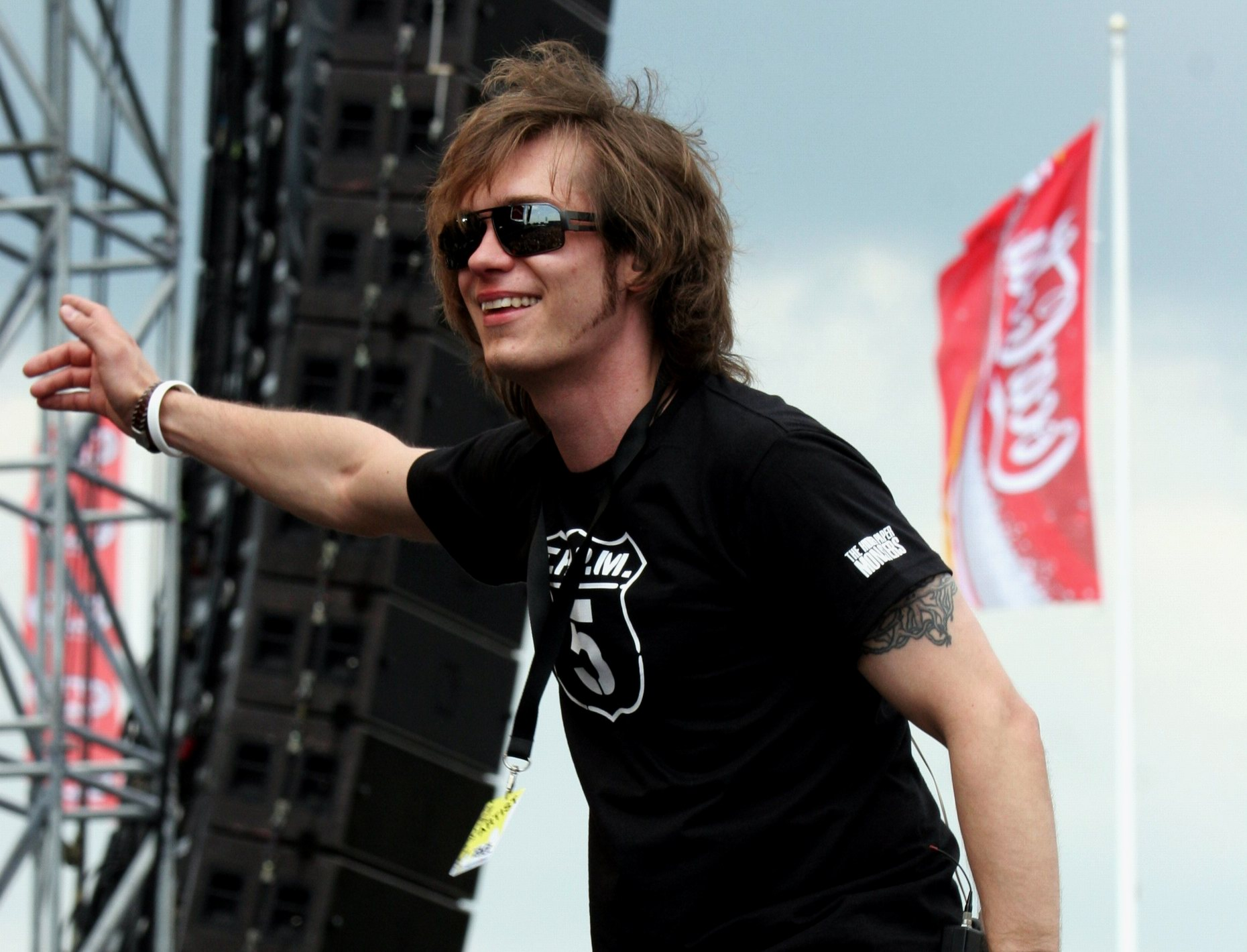
Thomas Godoj war Preisträger in der Kategorie Newcomer des Jahres (national).

#### Newcomer des Jahres (national)
Thomas Godoj (Plan A!)
- Adoro (Adoro)
- Peter Fox (Stadtaffe)
- Stefanie Heinzmann (Masterplan)
- Michael Hirte (Der Mann mit der Mundharmonika)

#### Newcomer des Jahres (international)
Amy Macdonald (This is the Life)
- Leona Lewis (Spirit)

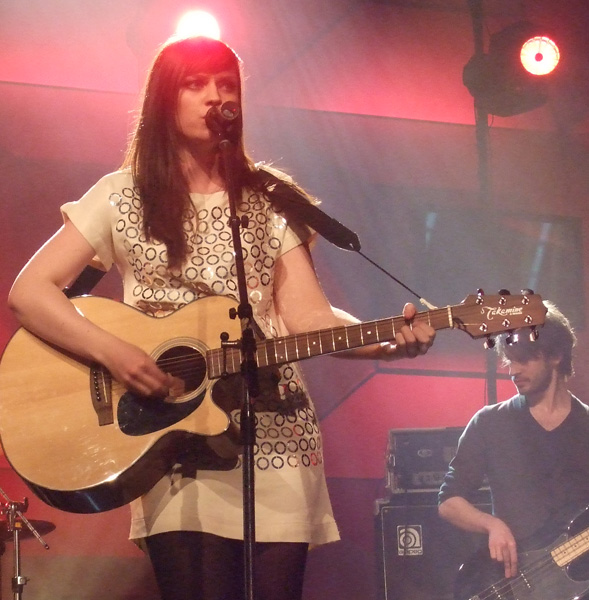
Amy Macdonald – Preisträgerin in der Kategorie Newcomer (International).

- Gabriella Cilmi (Lessons to Be Learned)
- Zisterzienser Mönche (Chant – Music for Paradise)
- Duffy (Rockferry)

### Bester Live-Act
Die Toten Hosen
- Clueso
- Söhne Mannheims vs. Xavier
- Ich + Ich
- Fettes Brot

### Video (national)

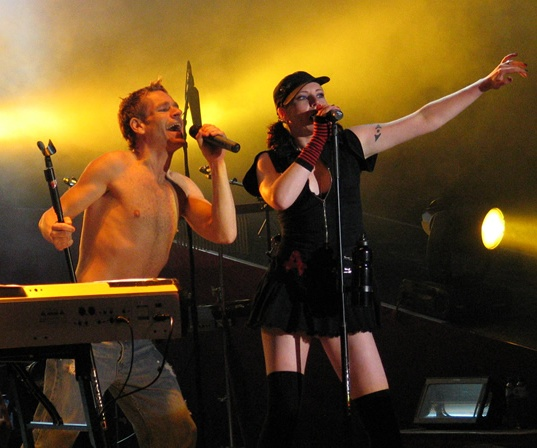
Da ihr Bandkollege Peter Plate am Burnout-Syndrom erkrankt war, nahm AnNa R. die Preise fürs soziale Engagement und für das Beste Video stellvertretend für die Gruppe Rosenstolz entgegen.

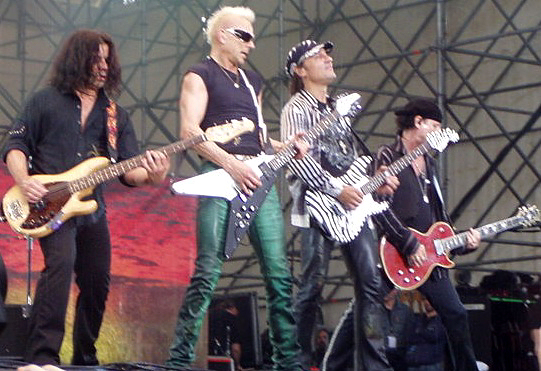
Die Scorpions erhielten den Preis fürs Lebenswerk.

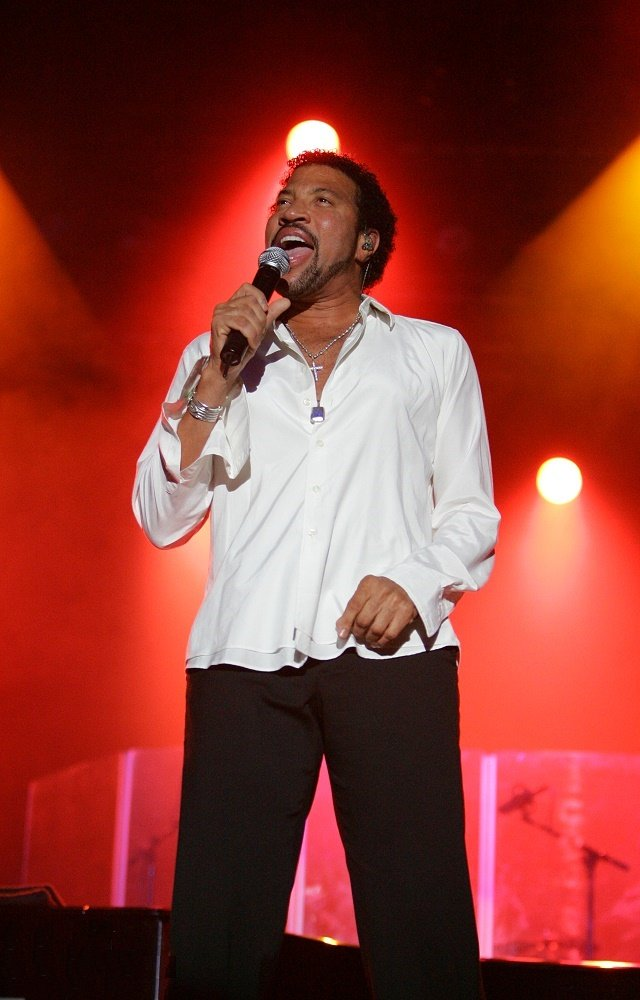
Stellvertretend für das Label Motown wurde Lionel Richie mit dem Sonderecho für das herausragende musikalische Gesamtwerk ausgezeichnet.

Rosenstolz für Gib mir Sonne (nominiert von Viva)
- Polarkreis 18 für Allein Allein (nominiert von MTV)
- Beatsteaks für Hey du (nominiert von MTV)
- LaFee für Ring frei (nominiert von Viva)
- Eisblume für Eisblumen (nominiert von Viva)
- Peter Fox für Alles neu (nominiert von MTV)

### Musik-DVD-Produktion (national)
Helene Fischer (Mut zum Gefühl – Helene Fischer Live)
- Die Toten Hosen (Hals- und Beinbruch: Live bei Rock am Ring 2008)
- Söhne Mannheims vs. Xavier (Wettsingen in Schwetzingen)
- Howard Carpendale (20 Uhr 10 Live)
- Bushido (7 Live)

### Preis fürs Lebenswerk
Scorpions

### Produzent/Produzentin des Jahres
Peter Fox/The Krauts (David Conen & Vincent von Schlippenbach)
- Mario Thaler/Jochen Naaf
- Valicon
- Jean Frankfurter
- Marek Pompetzki/Paul Neum

### Kritikerpreis
Peter Fox (Stadtaffe)

### Sonstige

#### Sonderpreis für das herausragende musikalische Gesamtwerk
Lionel Richie, stellvertretend für Motown

#### Medienpartner des Jahres
RTL II/The Dome

#### Handelspartner des Jahres
Saturn Köln-Hansaring.

#### Ehrenecho für soziales Engagement
Rosenstolz (AnNa R. & Peter Plate) für ihr Engagement im Kampf gegen AIDS

#### Ehrenpreis für besondere Verdienste um die Musik
Richard Weize und Bear Family Records